# Jozef Takáč
Jozef Takáč (2. ledna 1913 – srpen 1983) byl slovenský fotbalový obránce.

## Hráčská kariéra
V československé lize hrál za Jednotu Košice (1945–1948), aniž by skóroval.

### Prvoligová bilance
| Ročník             | Zápasy | Góly | Minuty | Klub              |
| ------------------ | ------ | ---- | ------ | ----------------- |
| I. liga 1945/46    | –      | 0    | –      | ŠK Jednota Košice |
| I. liga 1946/47    | –      | 0    | –      | ŠK Jednota Košice |
| I. liga 1947/48    | –      | 0    | –      | ŠK Jednota Košice |
| CELKEM I. ČS. LIGA | –      | 0    | –      |                   |